# Абонентская плата
Абонентская плата — фиксированная плата, дающая право требовать получения некоторого набора услуг. Абонентская плата обычно взимается в единицу времени (месяц, год). Примером может служить тариф мобильной связи, предусматривающий ежемесячную уплату некоторой суммы денег и включающий в себя обязательство сотового оператора предоставить некоторое количество минут мобильной связи, некоторое количество текстовых сообщений, определённый объём мобильного трафика и т. п.
Абонентская плата может являться частью двухчастного тарифа, при котором потребитель (абонент) платит фиксированную сумму и отдельно оплачивает количество предоставляемых услуг. В этом случае абонентская плата может выступать как пата право доступа и/или включать в себя некоторый базовый пакет услуг.
Абонентская плата может быть дифференцированной. Например, доступ к электронной версии периодического издания может оплачиваться по более низкому тарифу, чем доступ одновременно к электронной и бумажной версии.
В России абонентская плата регулируется статьей 429.4 ГК РФ «Договор с исполнением по требованию (абонентский договор)». Согласно ей, договором с исполнением по требованию признается договор, предусматривающий внесение абонентом определённых, в том числе периодических, платежей или иного предоставления за право требовать от исполнителя предоставления предусмотренного договором исполнения в затребованных количестве или объёме.

## Экономический смысл
Абонентская плата применяется в следующих случаях:
- при оплате некоторого заранее зафиксированного объёма услуг в единицу времени;
- при оплате за право доступа к неограниченному объёму услуг времени;
- как элемент двухчастного тарифа.

Наличие абонентской платы стимулирует максимальное использование предоставляемого объёма услуг, так как в этом случае единица объёма обходится дёшево. При этом обычно остаток неиспользованного объёма не сохраняется и не переносится на следующий период. Установление абонентской платы нередко обосновывается тем, что предоставление стартового пакета услуг требует больших предельных издержек, чем предоставление дополнительных услуг. Это может быть связано с эффектом масштаба. Например, строительство линии связи требует некоторых постоянных издержек в расчете на одну абонентскую линию. Тогда строительство становится безубыточным при условии, что абонент покупает некоторое минимальное количество услуг (Точка безубыточности). Увеличение объёма услуг ведет к снижению средних постоянных и средних общих издержек и может оплачиваться по переменному тарифу.
Как элемент двухчастного тарифа, абонентская плата служит способом ценовой дискриминации. Абонентская плата является его первым элементом и представляет собой плату за право доступа. Вторая часть оплаты зависит от фактически оказанного объёма услуг. Абонентская плата помогает изъять часть потребительского излишка в пользу поставщика.

## Правовое регулирование
В российском гражданском праве понятие «абонент» и «абонентская плата» зафиксированы в статье 429.4 Гражданского кодекса, которая была введена в 2015 году после принятия Кодекса. Вместе с тем, в других частях ГК сохранились понятия абонента, которые по своему смыслу могут отличаться от ст. 429.4. Например, в ст. 539 ГК дается определение договора энергоснабжения, котором потребитель электроэнергии называется абонентом. При этом в ст. 543 сказано, что оплата энергии производится за фактически принятое абонентом количество энергии в соответствии с данными учёта энергии, если иное не предусмотрено законом или соглашением сторон. Поэтому фактически абонент по договору энергоснабжения может оплачивать энергию без фиксированной абонентской платы.